# Championnat de Suède de Formule 3
Le championnat de Suède de Formule 3 est un championnat de sport automobile, créé en 1964 et disparu en 2000.

## Histoire
Le championnat de Suède de Formule 3 a notamment révélé Reine Wisell, champion en 1967, Ronnie Peterson, champion en 1968 et 1969, Anders Olofsson, champion en 1977 et 1978, et Slim Borgudd, champion en 1979.

## Palmarès
| Année     | Vainqueur           | Voiture                                                  |
| 1964      | Sven Mattson        | Lotus 22-Ford 105E/Holbay                                |
| 1965      | Picko Troberg       | Brabham BT-Ford 105E/Holbay                              |
| 1966      | Freddy Kottulinsky  | Lotus 35/41-Ford 105E/Holbay                             |
| 1967      | Reine Wisell        | BrabhamBT18-Ford/Holbay                                  |
| 1968      | Ronnie Peterson     | Tecno 68-Ford/Novamotor                                  |
| 1969      | Ronnie Peterson     | Tecno 69-Ford/Novamotor                                  |
| 1970      | Torsten Palm        | Brabham BT28-Ford                                        |
| 1971      | Torsten Palm        | Brabham BT28-Ford / BT35-Ford                            |
| 1972      | Conny Andersson     | Brabham BT38-Ford                                        |
| 1973      | Håkan Dahlqvist     | Merlyn 22-Ford                                           |
| 1974      | Conny Andersson     | March 743-Toyota/Novamotor                               |
| 1975      | Conny Ljungfeldt    | March 753-Toyota/Novamotor                               |
| 1976      | Conny Ljungfeldt    | Viking TH1A-Toyota/Novamotor                             |
| 1977      | Anders Olofsson     | Ralt RT1-Toyota/Novamotor                                |
| 1978      | Anders Olofsson     | Ralt RT1-Toyota/Novamotor                                |
| 1979      | Slim Borgudd        | Ralt RT1-Toyota/Novamotor                                |
| 1980      | Thorbjörn Carlsson  | Ralt RT1-Toyota/Novamotor                                |
| 1981      | Bengt Trägårdh      | March 803B-Toyota/Novamotor                              |
| 1982      | Thorbjörn Carlsson  | Ralt RT3-Toyota/Novamotor                                |
| 1983      | Leo Andersson       | Ralt RT3-Toyota/Novamotor                                |
| 1984      | Leif Lindström      | Ralt RT3-Toyota/Novamotor                                |
| 1985      | Thomas Danielsson   | Reynard 853-Saab/Nicholson Reynard 853-Volkswagen/Spiess |
| 1986      | Niclas Schönström   | Reynard 863-Volkswagen/Spiess                            |
| 1987      | Michael Johansson   | Ralt RT31-Alfa Romeo/Novamotor                           |
| 1988      | Michael Johansson   | Ralt RT31-Alfa Romeo/Novamotor                           |
| 1989      | Jan "Flash" Nilsson | Reynard 883-Volkswagen/Spiess                            |
| 1990      | Niclas Jönsson      | Reynard 903-Mugen Honda                                  |
| 1991      | Niclas Jönsson      | Reynard 913-Mugen Honda                                  |
| 1992      | Peter Åslund        | Ralt RT35-Volkswagen/Spiess                              |
| 1993      | Magnus Wallinder    | Ralt RT35-Volkswagen/Spiess Reynard 913-Mugen Honda      |
| 1994      | Magnus Wallinder    | Reynard 913-Mugen Honda                                  |
| 1995-1996 | Pas de championnat  | Pas de championnat                                       |
| 1997      | Ulf Johansson       | Dallara F394-Opel/Spiess                                 |
| 1998      | Jimmy Bohlin        | Dallara F394-Opel/Spiess                                 |
| 1999      | Thed Björk          | Dallara F394-Opel/Spiess                                 |
| 2000      | Mikael Karlsson     | Dallara F394-Mugen Honda                                 |